# 高橋国穂
高橋国穂（たかはし くにほ、1909年? - 1953年1月8日）は、日本の政治家、ヤクザ。広島県安芸郡船越町の町会議員。岡組幹部。広島県出身。

## 来歴
1953年1月8日午後11時半頃、広島県広島市仁保町堀越の情婦宅で寝ているところを、村上組組員5名に襲撃され、胸と腹に5発の銃弾を撃たれて即死した。高橋に撃ち込まれたのは、45口径弾であった。一緒にいた女は無傷であったが、失神しており、犯人たちの顔を覚えていなかった。

## 映画
深作欣二監督『仁義なき戦い 広島死闘篇』（1973年、東映）、高梨国松のモデルは高橋国穂。高梨国松役は、小池朝雄

## 関連書籍
- 飯干晃一『仁義なき戦い―美能幸三の手記より (死闘篇)』角川文庫、1980年、ISBN 4-04-146401-3